# 北京市良乡监狱
北京市良乡监狱是隶属于中华人民共和国北京市监狱管理局的一所监狱。该监狱坐落在北京市房山区良乡，担负着关押余刑10至15年的北京籍成年男性罪犯的任务。

## 沿革
该监狱始建于1960年2月24日，名称曾先后为北京市地方国营清河电梯厂、北京市第八劳动改造管教队、北京市收容管教所、北京市第二劳动改造管教支队等，1993年1月1日正式启用“北京市良乡监狱”为名。

## 医疗及服务设施
该监狱设有北京市良乡监狱医院。2003年“非典”期间，在中共北京市监狱管理局党委的指示下，包括该监狱在内的北京市属各监狱进入全封闭状态，该监狱医院积极采取防护措施，保证了监狱内1000多名罪犯没有一个感染“非典”，为夺取“双防”工作全面胜利做出了贡献。为此，该医院受到该监狱表彰，荣立集体三等功。